# Campeonato Amazonense Segunda Divisão 2023
In 2023 werd het 28ste Campeonato Amazonense Segunda Divisão gespeeld voor voetbalclubs uit Braziliaanse staat Amazonas. De competitie werd georganiseerd door de FAF en werd gespeeld van 20 juli tot 15 augustus. Unidos do Alvorada werd kampioen. 

## Eerste fase

### Groep A
| Plaats | Club               | Wed. | W | G | V | Saldo | Ptn. |
| ------ | ------------------ | ---- | - | - | - | ----- | ---- |
| 1.     | São Raimundo       | 3    | 3 | 0 | 0 | 9:4   | 9    |
| 2.     | Unidos do Alvorada | 3    | 2 | 0 | 1 | 5:3   | 6    |
| 3.     | Librade            | 3    | 1 | 0 | 2 | 4:5   | 3    |
| 4.     | Sul América        | 3    | 0 | 0 | 3 | 3:9   | 0    |

|  | Geplaatst voor tweede fase |

### Groep B
| Plaats | Club        | Wed. | W | G | V | Saldo | Ptn. |
| ------ | ----------- | ---- | - | - | - | ----- | ---- |
| 1.     | Clíper      | 2    | 1 | 1 | 0 | 3:0   | 4    |
| 2.     | RB do Norte | 2    | 1 | 1 | 0 | 1:0   | 4    |
| 3.     | JC          | 2    | 0 | 0 | 2 | 0:4   | 0    |

## Tweede fase
In geval van gelijkspel worden strafschoppen genomen.
|  | Halve finale       | Halve finale       |       |  | Finale       | Finale |  |
|  |                    |                    |       |  |              |        |  |
|  |                    |                    |       |  |              |        |  |
|  | São Raimundo       | 3                  |       |  |              |        |  |
|  | RB do Norte        | 0                  |       |  |              |        |  |
|  |                    |                    |       |  |              |        |  |
|  |                    |                    |       |  |              |        |  |
|  |                    |                    |       |  | São Raimundo | 0 (4)  |  |
|  |                    | Unidos do Alvorada | 0 (5) |  |              |        |  |
|  |                    |                    |       |  |              |        |  |
|  |                    |                    |       |  |              |        |  |
|  |                    |                    |       |  |              |        |  |
|  |                    |                    |       |  |              |        |  |
|  | Clíper             | 0                  |       |  |              |        |  |
|  | Unidos do Alvorada | 1                  |       |  |              |        |  |

### Kampioen
| Campeonato Amazonense de Segunda Divisão de 2023 |
| Amazonas                                         |
| ------------------------------------------------ |
| UNIDOS DO ALVORADA Kampioen (1° titel)           |

1914 · 1915 · 1916 · 1917 · 1918-1930  · 1931 · 1932-1946  · 1947 · 1948-1956  · 1957 · 1958 · 1959 · 1960 · 1961 · 1962 · 1963-2006  · 2007 · 2008 · 2009 · 2010 · 2011 · 2012  · 2013 · 2014 · 2015 · 2016  · 2017.1 · 2017.2 · 2018 · 2019 · 2020 · 2021 · 2022 · 2023 · 2024